# Stichastrella ambigua
Stichastrella ambigua is een zeester uit de familie Stichasteridae.
De wetenschappelijke naam van de soort werd in 1913 gepubliceerd door Farran.